# أبطال الليزر
أبطال الليزر مسلسل رسوم متحركة فرنسي عرض لاول مره في 1 سبتمبر 1993 واستمر عرضه حتى 1 مايو 1994 انتج بواسطة شركة AB للإنتاج تمت دبلجة المسلسل للعربية بواسطة مركز الزهرة.

## الممثلون
- مروان فرحات
- أنجي اليوسف
- ميادة درويش
- يحيى الكفري
- مأمون الرفاعي
- عادل أبو حسون
- أيمن السالك
- محمد عارف السعيد

## طاقم العمل

### النسخة العربية
- الإعداد: أحمد نتوف
- تسجيل الصوت: محمد حسان بكر
- المكساج: سامر أبو عسلي
- المونتاج: سامر أبو حمد
- الإشراف الهندسي: م. رامز الترجمان
- الشارة الفنان: طارق العربي طرقان

- متابعة الإدارية: رضوان حجازي، بلال شرتوح، حسان مهنا
- المتابعة المالية: أسامة حاج محمد، يوسف نجاتي
- حقوق التوزيع: شركة منارة للإتصالات
- تنفيذ الدوبلاج: مركز الزهرة للإنتاج الفني – دمشق - ص.ب 31044
- الإشراف الفني: مناع حجازي (مدرجة باسم منَّاع حجازي)

## روابط خارجية
- أبطال الليزر على موقع IMDb (الإنجليزية)
- أبطال الليزر على موقع كينوبويسك (الروسية)
- أبطال الليزر على موقع ألو سيني (الفرنسية)
- أبطال الليزر على موقع قاعدة بيانات الفيلم (الإنجليزية)